# اوه سانگ جین
اوه سانگ جین (کره‌ای: 오상진; زادهٔ ۱۵ فوریه ۱۹۸۰) گوینده اخبار، مجری تلویزیونی و بازیگر اهل کره جنوبی است.